# Дальний (Новокубанский район)
Дальний — посёлок в Новокубанском районе Краснодарского края.
Входит в состав Верхнекубанского сельского поселения.

## География

### Улицы
- ул. Красная,
- ул. Полевая,
- ул. Центральная.

## Население
| 2002 | 2010 |
| ---- | ---- |
| 312  | ↘298 |